# 1153
1153 (MCLII) a fost un an obișnuit al calendarului iulian.

## Evenimente
- 6 ianuarie: Henric al II-lea Plantagenet, conte de Anjou debarcă în Anglia, cu intenția detronării regelui Ștefan I și a înlocuirii sale cu mama sa, fosta regină Matilda.
- 20 februarie: La Rochelle obține statutul de parohie.
- 23 martie: Primul tratat de la Konstanz, negociat de cancelarul papei Eugeniu al III-lea, cardinalul Rolando Bandinelli, cu noul împărat, Frederic Barbarossa.
- 8 aprilie: Regele Afonso I al Portugaliei instalează pe călugării cistercieni în extremitatea sudică a statului său, unde fondează mănăstirea Alcobaca.
- 30 aprilie: Almohazii, conduși de Abd al-Mumin, provoacă derută asupra berberilor hilalieni la Setif.
- 16 august: Apărat de către fatimizi, Ascalonul este asediat de cruciații conduși de regele Balduin al III-lea al Ierusalimului; Bernard de Tremelay, marele maestru al Ordinului templierilor cade în luptă.
- 19 august: Regele Balduin al III-lea al Ierusalimului capturează Ascalonul, ultimul bastion al fatimizilor în Palestina.
- 22 august: Andre de Montbard, ultimul dintre cei nouă membri fondatori ai Ordinului templierilor, este ales mare maestru; acceptă nominalizarea pentru a se opune unui candidat al regelui Ludovic al VII-lea al Franței, care intenționa să își impună influența asupra ordinului.
- 6 noiembrie: Tratatul de la Wallingford. Reconciliază pe regele Ștefan I al Angliei cu pretendenta Matilda, prin garantarea tronului lui Ștefan I pe durata vieții acestuia, respectiv desemnarea lui Henric de Anjou (care stăpânea Anjou, Maine, Poitou, Touraine) ca succesor; se încheie lunga perioadă de anarhie din Anglia.

### Nedatate
- aprilie-mai: Turcii oguzi zdrobesc trupele selgiucide ale lui Ahmad Sanjar și invadează provincia Horasan, în Iran; Sanjar cade prizonier la Merv.
- mai: Căsătorindu-se cu Constance, văduva lui Raymond de Poitiers, Renaud de Chatillon devine principe al Antiohiei.
- august-septembrie: Legatul papal Nicolas Breakspear ajunge la sinodul de la Linkoping: se impune disciplina clerului occidental în Norvegia.
- Aragonezii ocupă întregul mal nordic al Ebrului de la mauri.
- Capitala statului chinez Jin se mută de la Harbin la Beijing.
- Conspirație împotriva împăratului Manuel I Comnen al Bizanțului; ruda sa, Andronic Comnen este închisă.
- Epidemie de rujeolă la Heian, în Japonia.
- Islamul pătrunde în insulele Maldive.
- Potrivit estimărilor, Constantinopolul redevine cel mai populat oraș al lumii, depășind Merv, reședința selgiucizilor.
- Regele Ludovic al VII-lea al Franței acordă statului de comună orașului Compiegne.
- Taira no Kiyomori obține controlul asupra clanului Taira, în Japonia.

## Arte, științe, literatură și filozofie
- Începe construirea baptisteriului din Pisa.

## Înscăunări
- 24 mai: Malcolm al IV-lea "cel Modest", rege al Scoției (1153-1165).
- 12 iulie: Papa Anastasie al IV-lea (1253-1154).
- 22 august: Andre de Montbard, mare maestru al Ordinului templierilor (1153-1156).
- februarie: Iaroslav Vladimirovici, cneaz de Halici (1153-1187).
- Parrâkkamabâhu I, rege în Ceylon, unificator al insulei (1153-1186).

## Nașteri
- 17 august: Guillaume al IX-lea, conte de Poitiers (d. 1156).
- Alexios al III-lea Angelos, împărat bizantin (d. 1211).
- Cathal Crobdearg Ua Conchobair, rege irlandez de Connaught (d. 1224).
- Kamo no Chomei, poet și eseist japonez (d. 1216).
- Wilhelm al II-lea, rege normand al Siciliei (d. 1189).

## Decese
- 24 mai: David I, rege al Scoției (n. 1084).
- 8 iulie: Papa Eugeniu al III-lea.
- 16 august: Bernard de Tremelay, mare maestru al Ordinului templierilor, căzut în luptă.
- 17 august: Eustace al IV-lea de Boulogne, fiul regelui Ștefan al Angliei (n. cca. 1130).
- 20 august: Bernard de Clairvaux, teolog și doctrinar, sfânt al Bisericii catolice (n. 1090).

### Nedatate
- februarie: Vladimirko, cneaz de Halici (n. ?)
- noiembrie: Al-Shahrastani, gânditor și teolog musulman (n. 1086)
- Anna Comnena, prințesă bizantină și cronicar (n. 1083).